# Reformed Theological Review
Reformed Theological Review(개혁신학저널)는  오스트레일리아에서 가장 오랜된 개신교 신학 학술지이다. 1942년 첫번째 편집자로는 동부 오스트레일리아 장로교 교회의 아더 알렌(Arthur Allen)이 시작하였다. 이 저널은 개혁교회 전통에서 개혁주의 신앙의 학술적 변호와 증진을 위해 존속하고 있다. 호주정부 연구위원회의 2015년 ERA 저널에 포함되어있다.